# Vivian Segnini
Vivian Segnini (3 de enero de 1989, São Carlos) es una jugadora profesional de tenis de Brasil.

## Finales ITF

### Individuales (1–11)
| Torneos de $100,000 |
| Torneos de $75,000  |
| Torneos de $50,000  |
| Torneos de $25,000  |
| Torneos de $10,000  |

| Resultado   | N.º | Fecha                   | Torneo                 | Superficie | Rival                        | Marcador    |
| Subcampeona | 1.  | 8 de octubre de 2006    | Tucumán, Argentina     | Arcilla    | Teliana Pereira              | 6–2 6–1     |
| Subcampeona | 2.  | 10 de noviembre de 2007 | Lima, Perú             | Arcilla    | María Fernanda Álvarez Terán | 7–6(2) 6–2  |
| Subcampeona | 3.  | 9 de diciembre de 2007  | Havana, Cuba           | Dura       | Jasmina Kajtazovič           | 6–3 6–1     |
| Subcampeona | 4.  | 4 de mayo de 2008       | Adana, Turkey          | Arcilla    | Lesia Tsurenko               | 4–5 6–1 6–1 |
| Subcampeona | 5.  | 8 de junio de 2008      | Esmirna, Turquía       | Dura       | Pemra Ozgen                  | 6–2 7–6(5)  |
| Campeona    | 6.  | 20 de julio de 2008     | Cartagena, Colombia    | Dura       | Marina Giral Lores           | 7–6(8) 6–2  |
| Subcampeona | 7.  | 18 de octubre de 2009   | Bauru, Brasil          | Arcilla    | Verónica Cepede Royg         | 6–0 6–3     |
| Subcampeona | 8.  | 25 de octubre de 2009   | Santa Cruz, Bolivia    | Arcilla    | Verónica Cepede Royg         | 6–2 6–2     |
| Subcampeona | 9.  | 31 de octubre de 2009   | Fortaleza, Brasil      | Arcilla    | Roxane Vaisemberg            | 6–4 7–6(5)  |
| Subcampeona | 10. | 20 de diciembre de 2009 | Veracruz, México       | Dura       | Chieh-Yu Hsu                 | 7–5 6–4     |
| Subcampeona | 11. | 28 de mayo de 2011      | Itaparica, Brasil      | Arcilla    | Roxane Vaisemberg            | 6–0 6–1     |
| Subcampeona | 12. | 23 de julio de 2011     | Ribeirão Preto, Brasil | Arcilla    | Andrea Koch Benvenuto        | 6–2 6–2     |

### Dobles (5–5)
| Torneo de $100,000 |
| Torneo de $75,000  |
| Torneo de $50,000  |
| Torneo de $25,000  |
| Torneo de $10,000  |

| Outcome     | N.º | Fecha                    | Torneo                   | Superficie | Compañera            | Rivales                                     | Marcador        |
| Subcampeona | 1.  | 18 de mayo de 2008       | Bucarest, Rumanía        | Arcilla    | Ioana Ivan           | Klaudia Boczová Romana Tabak                | 6–2 6–0         |
| Campeona    | 2.  | 1 de agosto de 2009      | Campos do Jordão, Brasil | Arcilla    | Larissa Carvalho     | Monica Albuquerque Cristina Paula Gonçalves | 3–6 6–1 [10–7]  |
| Campeona    | 3.  | 5 de septiembre de 2009  | Celaya, México           | Arcilla    | Julia Cohen          | Nathalia Rossi Anastasia Kharchenko         | 6–1 6–4         |
| Subcampeona | 4.  | 12 de diciembre de 2009  | Xalapa, México           | Dura       | Dominika Diešková    | Amanda Fink Elizabeth Lumpkin               | 5–7 6–2 [15–13] |
| Subcampeona | 5.  | 9 de octubre de 2010     | Londrina, Brasil         | Arcilla    | Verónica Cepede Royg | Camila Silva Karen Castiblanco              | 6–4 6–3         |
| Campeona    | 6.  | 15 de octubre de 2010    | São Paulo, Brasil        | Arcilla    | Monica Albuquerque   | Nathalia Rossi Barbara Rush                 | 6–4 6–4         |
| Campeona    | 7.  | 23 de octubre de 2010    | Santa María, Brasil      | Arcilla    | Verónica Cepede Royg | Roxane Vaisemberg Natasha Lotuffo           | No disputado    |
| Campeona    | 8.  | 30 de octubre de 2010    | Itu, Brasil              | Arcilla    | Gabriela Cé          | Flávia Dechandt Araújo Carla Forte          | 6–0 6–4         |
| Subcampeona | 9.  | 27 de mayo de 2011       | Itaparica, Brasil        | Arcilla    | Roxane Vaisemberg    | Monica Albuquerque Aranza Salut             | 6–3 4–6 [11–9]  |
| Subcampeona | 10. | 18 de septiembre de 2011 | Róterdam, Países Bajos   | Arcilla    | Ana-Clara Duarte     | Leonie Mekel Anouk Tigu                     | 4-6 5-7         |